# Jeurys Familia
Jeurys Familia (né le 10 octobre 1989 à Saint-Domingue, République dominicaine) est un lanceur de relève droitier des Phillies de Philadelphie de la Ligues majeures de baseball.
Comme stoppeur des Mets, il égale en 2015 le record d'équipe de 43 sauvetages en une saison.

## Carrière

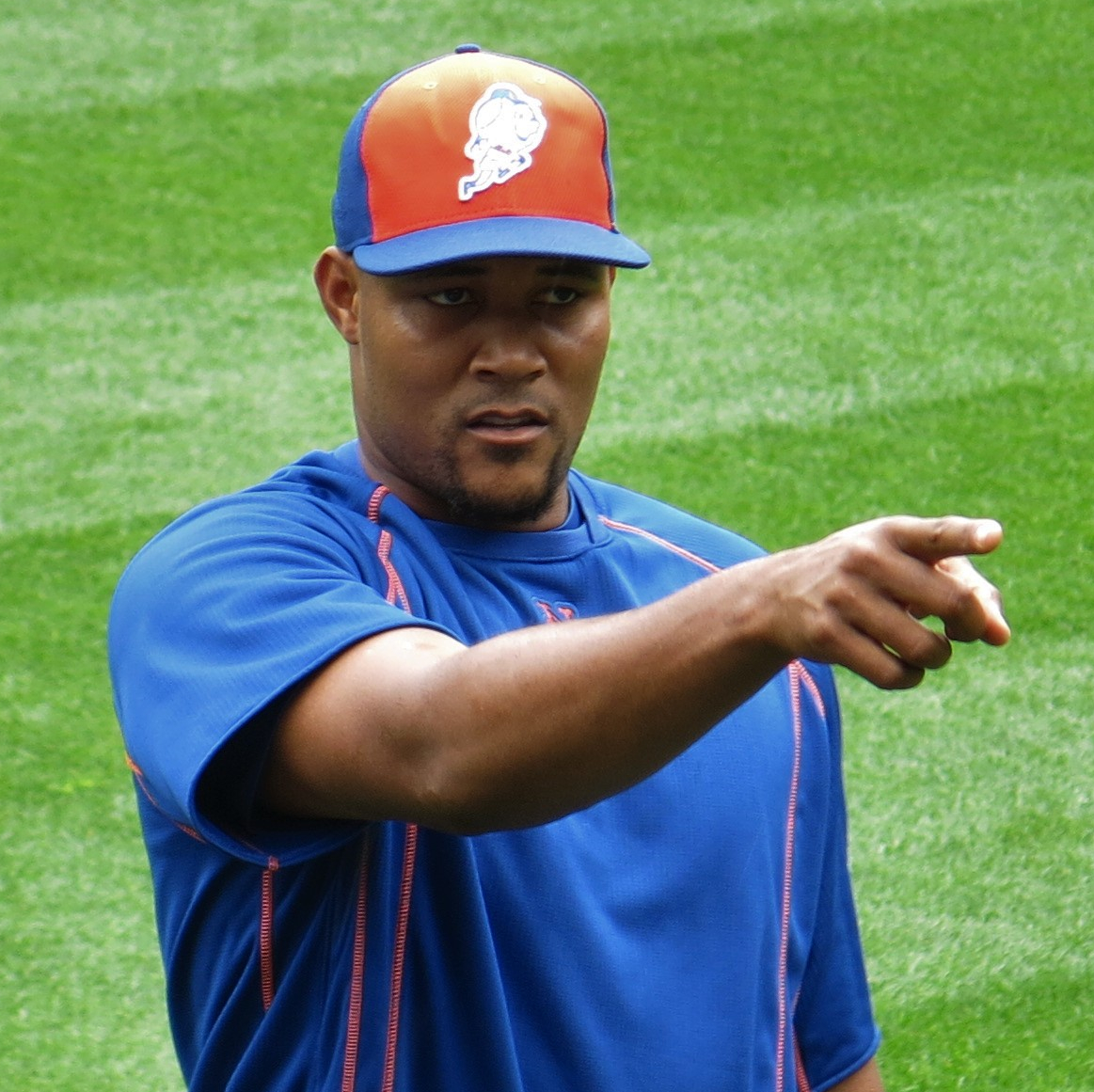
Jeurys Familia en 2016.

D'abord surtout intéressé par le basket-ball à l'adolescence, aidé en ce sens par sa haute taille, Jeurys Familia se laisse tenter par le baseball, inspiré par le succès de nombre de ses compatriotes dominicains. Il signe son premier contrat professionnel en 2007 avec les Mets de New York. Il fait ses débuts dans le baseball majeur comme lanceur de relève avec les Mets le 4 septembre 2012 conte les Cardinals de Saint-Louis.
À sa saison recrue en 2014, Familia affiche la meilleure moyenne de points mérités des lanceurs des Mets : 2,21 en 77 manches lancées au total en 76 sorties. Il termine 7e au vote annuel désignant la recrue de l'année de la Ligue nationale, un prix que remporte son coéquipier lanceur partant des Mets, Jacob deGrom.
En 2015, il est le lanceur qui termine le plus de matchs (65) dans les majeures. On lui assigne le poste de stoppeur à la place de Jenrry Mejia, suspendu et il termine 3e de la Ligue nationale avec 43 sauvetages, ce qui égale le record des Mets établi par Armando Benitez en 2001. Sa moyenne de points mérités de seulement 1,85 en 78 manches lancées, au cours desquelles il réussit 86 retraits sur des prises, est la 4e plus basse en 2015 parmi les releveurs de la Nationale. Dégageant une grande impression de calme au monticule, Familia donne le crédit à son coéquipier Bartolo Colón, de 16 ans son aîné, pour l'avoir aidé à devenir un lanceur moins nerveux et plus confiant,.
À ses premières séries éliminatoires, Familia protège deux des trois victoires des Mets en Série de divisions et trois des quatre victoires en Série de championnat. Il effectue les derniers retraits de ces deux séries. Son sauvetage de deux manches pour clore la Série de divisions face aux Dodgers de Los Angeles est le premier de 6 retraits par un releveur des Mets en éliminatoires depuis celui de Jesse Orosco qui officialisait la victoire des Mets en Série mondiale 1986. 
Le 31 octobre 2016, Familia est arrêté à sa résidence de Fort Lee au New Jersey à la suite d'une plainte de violence conjugale logée par son épouse, mais un juge renonce le 15 décembre suivant à déposer des accusations criminelles, faute de preuves.